# Duraykish
Duraykish (tiếng Ả Rập: دريكيش, cũng đánh vần là Dreikiche) là một thành phố ở Syria, thuộc Tỉnh Tartus, ở khoảng cách khoảng 32 km về phía đông của Tartus. Cái tên Dreikiche bắt nguồn từ tiếng Latin và có nghĩa là "ba hang động". Thị trấn nổi tiếng với suối nước khoáng nằm ở phía nam thành phố. Nước khoáng của thị trấn được đóng chai và bán dưới nhãn "Dreikiche". Cư dân của nó chủ yếu là Alawites.